# Pimachrysa grata
Pimachrysa grata är en insektsart som beskrevs av Adams 1957. Pimachrysa grata ingår i släktet Pimachrysa och familjen guldögonsländor. Inga underarter finns listade i Catalogue of Life.